# Wessi
En Wessi är en person som vuxit upp i forna Västtyskland. Ossi och Wessi är vanliga, ibland nedsättande, benämningar för östtyskar och västtyskar, vilka började användas efter delningen av Tyskland 1949.
Bland östtyskar används ibland den nedsättande benämningen Besserwessi på västtyskar, då en del menar att dessa har en nedlåtande attityd gentemot östtyskarna. Den bilden har bitit sig fast och blivit till en efterhängsen och falsk kliché.